# トルコの経済

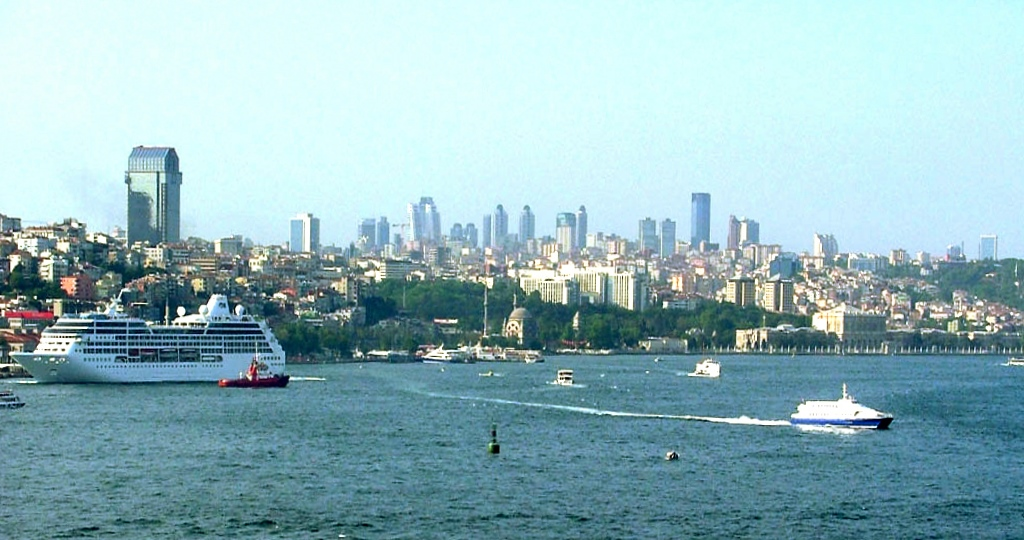
ボスポラス海峡からみたイスタンブールの街並み

トルコの経済では、西アジアにある国トルコの経済状況に関して述べる。

## 概況
産業は近代化が進められた工業・商業と、伝統的な農業とからなり、農業人口が国民のおよそ40%を占める。もっぱら軽工業が中心で、繊維・衣類分野の輸出大国である。経済部門における財閥の力が大きく、近年では世界の大手自動車メーカーと国内の大手財閥との合弁事業を柱として重工業の開発が進められている。
ただし、工業化が進んでいるのは北西部のマルマラ海沿岸地域がほとんどで、観光収入の多い地中海・エーゲ海沿岸地域と、首都アンカラ周辺の大都市圏以外では、経済に占める農業の比重が大きい。とくに東部では、地主制がよく温存されているなど経済近代化の立ち遅れが目立ち、農村部の貧困や地域間の経済格差が大きな問題となっており、数十年にわたる政府の開発推進政策によっても解消をみていない。
1990年代の後半から経済は低調で、政府は巨額の債務を抱え、国民は急速なインフレーションに悩まされている。歴代の政権はインフレの自主的な抑制に失敗し、2000年からIMFの改革プログラムを受けるに至るが、同年末に金融危機を起こした。この結果、トルコリラの下落から国内消費が急激に落ち込み、リラの変動相場制移行をおこなった2001年にはリラの対ドル価が50%以上暴落、実質GNP成長率はマイナス9.4%となった。
2002年以後は若干持ち直し、実質GNP成長率は5%以上に復調、さらに同年末に成立した公正発展党単独安定政権のもとでインフレ目標が導入され、インフレの拡大はおおよそ沈静化した。2005年1月1日には100万トルコリラ（TL）を1新トルコリラ（YTL）とする新通貨を発行し、実質的なデノミネーションが行われた。
2010年代になると、テレビドラマをはじめとした文化産業が盛んになり、2017年のテレビドラマ輸出額は3億5000万ドルに上る。
2021年9月、エルドアン大統領はインフレーション対策として利下げを表明。トルコリラの下落が始まり同年11月だけで1/3に減価した。この通貨下落により、市内では薬局から輸入薬が消えるなど市民生活に大きな影響が生じたため、同年12月、大統領は為替変動を受けたインフレに伴うリラ建て資産の目減り分を政府が穴埋めすることを表明。一度はリラの暴落に歯止めが欠けられた。

## 主要経済指標
| 経済指標                    | 1994    | 1995    | 1996    | 1997    | 1998    | 1999    | 2000    | 2001    | 2002    | 2003    |
| --------------------------- | ------- | ------- | ------- | ------- | ------- | ------- | ------- | ------- | ------- | ------- |
| 実質GDP成長率               | -5.5    | 7.2     | 7.0     | 7.2     | 3.1     | -5.3    | 7.4     | -7.4    | 7.8     | 5.8     |
| 名目GDP（100万米ドル）      | 130,651 | 169,319 | 181,464 | 189,878 | 200,307 | 184,857 | 199,263 | 148,017 | 183,119 | 239,699 |
| 消費者物価上昇率            | 106.3   | 117.0   | 80.4    | 85.7    | 84.6    | 64.9    | 39.0    | 68.5    | 29.7    | 18.4    |
| 失業率                      | 7.9     | 6.6     | 6.0     | 6.7     | 6.8     | 7.6     | 6.6     | 8.5     | 10.3    | 10.5    |
| 対外債務残高（100万米ドル） | 65,601  | 73,278  | 79,356  | 84,215  | 96,417  | 103,027 | 118,806 | 113,901 | 131,058 | 147,035 |

## 農業
トルコにおいて農業は2016年時点においてGDPの約6.8%、全就業者の約18.4%を占める主要産業である。GDPと就業者割合からのアンバランスからも読み取れるように、「貧しい農村」という言葉は現金収入という観点からすれば、トルコにおいては現在でも基本的には間違った見方ではない。
トルコは建国以来、もともと広大な耕地面積を持つうえ、戦略物資である食糧の確保は国家の独立の維持に不可欠との観点から、一部嗜好品を除き食糧の完全自給を行ってきた。しかし急激な人口増加と、一部農地の荒廃により、ついに食料の輸入額が輸出額を上回る輸入超過の状態に陥った。
トルコ農業の大きな問題は、オスマン帝国以来連綿と続く農地の大地主制である。初代大統領ケマル・アタテュルクは農地改革に本格的に取り組まないうちにその改革の途中で死去したこともあり、大地主制は現在も存在している。これらはとくに農地改革がまったく手付かずだった東部に多いが、アタチュルクが存命中に行った西部での農地改革も実際にはかなりの抜け穴が存在し、そのため大地主は程度の差はあるがほぼトルコ全国に存在する。また、トルコ政府の行った遊牧民（ユルック）の定住化政策も、部族長を地主、部族民を小作人とする新たな地主制の発生を招いた。
ただし、大地主の所有する大農場においては、大掛かりな投資と合理的な人員配置が行われるため、経済効率の面からみればかえって効率的な農業を行うことができることに注意する必要がある。実際、大農場においては、ヨーロッパ製大型農業機器の導入や、機械化された農薬・肥料の散布・散水、人手が必要な農作業でのバスを使った人員の大量輸送など、効率的な農業を行っている。そのため、単純に農業従事者は貧困ということはできず、農場によっては、農民というよりもむしろ大企業の社員というべき者も多い。
むしろ経済困難に直面しているのは農地の所有形態にかかわりなく小規模農家であり、これらは、大規模農場から出荷される低価格農産物による農産物価格の下落もあり、1990年代後半以降購買力平価ベースでは実質所得の下落が続いている。参考までに2004年現在の主要農産物の露天バザールでの販売価格はトマト・ジャガイモ・タマネギともおおむね1キロあたり25万旧トルコリラ程度であった。これはトルコの物価においておおむねチャイ（紅茶）1杯、シミット（小さなパン）1個に相当するものでしかなく、小規模農家の生活は大変苦しいといわざるを得ない。
政府も、農村の現状は認識しており、直接の所得補助を行うなどしているが、トルコにおいては財政が事実上IMFの統制化にある危機的な状況を脱していないこともあり、補助額は不十分な上、そもそもその補助自体も一部が滞っている状態である。
これらの問題は、一時期盛んだった西ドイツ（当時）への移民、大都市部への出稼ぎや移住などをもたらす結果となり、一部農地の荒廃の原因となっている。国外への移民流出がやや抑えこまれた現在でも大都市部への人口流入は続いており、流入者がつくりだしたゲジェコンドゥ地区と呼ばれる下町の存在は都市の社会問題をも招いている。

## 軽工業
建国当初のトルコの経済政策は、輸入代替をおもな目標とするものであったため、軽工業は一応の発展を見た。そのため、衣服・靴・玩具・陶磁器・日用雑貨品等の生活用品はほぼ自給可能である。ただし、近年では「1新トルコリラ（為替相場にもよるが日本円で4円から5円程度）ショップ」での販売に代表される安価な中国製品の輸入が急増しており、国内企業の業績を圧迫しつつある。関係業界は政府に対策を求めているが、政府の動きは遅い。
トルコにおいては、オスマン帝国時代以前から製陶が行われており、その伝統を引き継いだ製陶業はいまも盛んに行われている。伝統的で小規模な産地としてはイズニクが、また大規模な工業として成立している産地としてはキュタヒヤがあげられる。特にキュタヒヤでは近郊で産出される豊富な陶土を生かし、巨大な製陶工場が多く建設されている。その中でもキュタヒヤポルセレン（KütahyaPolseren）とギュラルポルセレン（GüralPolseren）の2社はトルコ国内では全国的に有名である。また、トルコの製陶業は食器だけでなくトイレ等の衛生機器分野にも進出している。
トルコはもともとヨーロッパ向けに輸出される羊毛と綿花の産地であったことから、伝統的に繊維産業が盛んであり、現在でも輸出額の約3分の1を占める主要産業である。また現在では天然繊維だけでなくブルサを中心に化学繊維の生産も盛んである。トルコの繊維産業の輸出先は主に欧州連合とアメリカ合衆国であるが、2005年からの中国に対する輸入割り当ての撤廃により、今後厳しい状況が予想される。これに対しトルコの繊維産業界と政府ではデザインの向上によるアパレル製品の付加価値向上や、人件費の安い東部・南東部アナトリアや中央アジアへの工場移転などの対策を打っている。

## 重工業
トルコにおける重工業は、鉄鋼・コンクリート・セメント・石油精製など基礎的な素材分野が中心であったが、近年では国内財閥と外国資本の合弁による自動車生産が大きなシェアを占めるようになった。
外資系自動車産業はトルコにおける投資の拡大を表明しており、今後も生産の伸びが期待される。ただし、トルコでは基礎的な機械・自動車部品生産能力が未熟で、生産設備にいたってはほぼ完全に輸入に頼っている。そのためトルコでは自動車輸出が5ドル増加するたびに4ドル輸入が増加するとも言われており、この状況を改善するための国内産業の強化が模索されている。トルコにおける主な自動車生産企業は以下のとおり。
- オヤック・ルノー
- トファシュ
- フォード・オトサン
- トヨタ・サ
- テム・サ
- アナドル・イスズ
- アナドル・ホンダ
- マン・トルコ
- カルサン・プジョー
- BMC

## 建設業
トルコにおいて建設業は国内総生産の3%程度を占めるに過ぎない産業ではあるが、その一方で対外請負による外貨獲得源としても期待されており、実際に中東・北アフリカ・ロシアを含む旧ソ連諸国において受注を獲得している。特にロシアは受注額の3分の1を占めるトルコにとってもっとも主要な受注先であり、ロシア連邦議会ビルの修復を行ったのもトルコ企業である。
トルコにおいては一般の住宅環境が良好とは言えなかったが、これは、きわめて高いインフレ率によって住宅ローンが事実上機能していなかったことに主な原因がある。実際、手持ち資金が尽きるとその時点で建設を中断し、残りの部分は再び資金をためたあとに建設するということは、トルコにおいてはごく普通であり、街中の実際に居住が行われている建物でも、これらの光景は良く見られる。しかし、歴史的な水準にまで低下したインフレ率によって、一般向け住宅ローンが銀行の営利事業として十分実行可能なものとなりつつあり、これにより、2005年以降の住宅建設の増加が期待されている。

## 文化産業
トルコで2010年代半ば以降、テレビドラマが新たな輸出産業として注目されている。トルコのテレビドラマ輸出額はアメリカに次いで世界2位という統計結果もあり、『オスマン帝国外伝〜愛と欲望のハレム〜』は世界で8億人が視聴しているとされている。近年のトルコのテレビドラマは、近隣の中東やバルカン半島に展開後、中南米に展開されて世界的なヒットを得ることが多い。

日本国内では、2017年から『オスマン帝国外伝〜愛と欲望のハレム〜』が放送され、2016年からは日本の民放のテレビドラマ『Mother』他3作品がトルコでリメイクされ、日本の民放テレビドラマがトルコのリメイク版を通じて世界中に展開している。

## 失業問題
トルコにおける失業率は、小規模な変動はあるものの、おおむね10%強の水準で高止まりしている。
好調を維持している経済にたいして、このような高い水準の失業率が発生しているほぼ唯一の理由は、急激な人口増加である。トルコの出生者数は、毎年約120万人にも達しており、いかに近年好調なトルコ経済であってもこれだけ膨大な数にのぼる学校新卒者を吸収することはできていない。しかし、単純な理由であるからこそ、解決の見込みがない問題であり、トルコにおいては重大な社会問題となっている。
また、かつてなかった新たな形の失業問題として、高卒者・大卒者等の高学歴失業者の問題が挙げられる。これは、中所得階層の雇用所得の上昇が高卒者・大卒者の増加をもたらしたことによるもので、この影響により、かつては存在していた一定の学歴があるものは企業において中間管理職・上級管理職の地位が卒業後すぐに与えられるという社会システムは、なかば崩壊しつつある。